# Silna

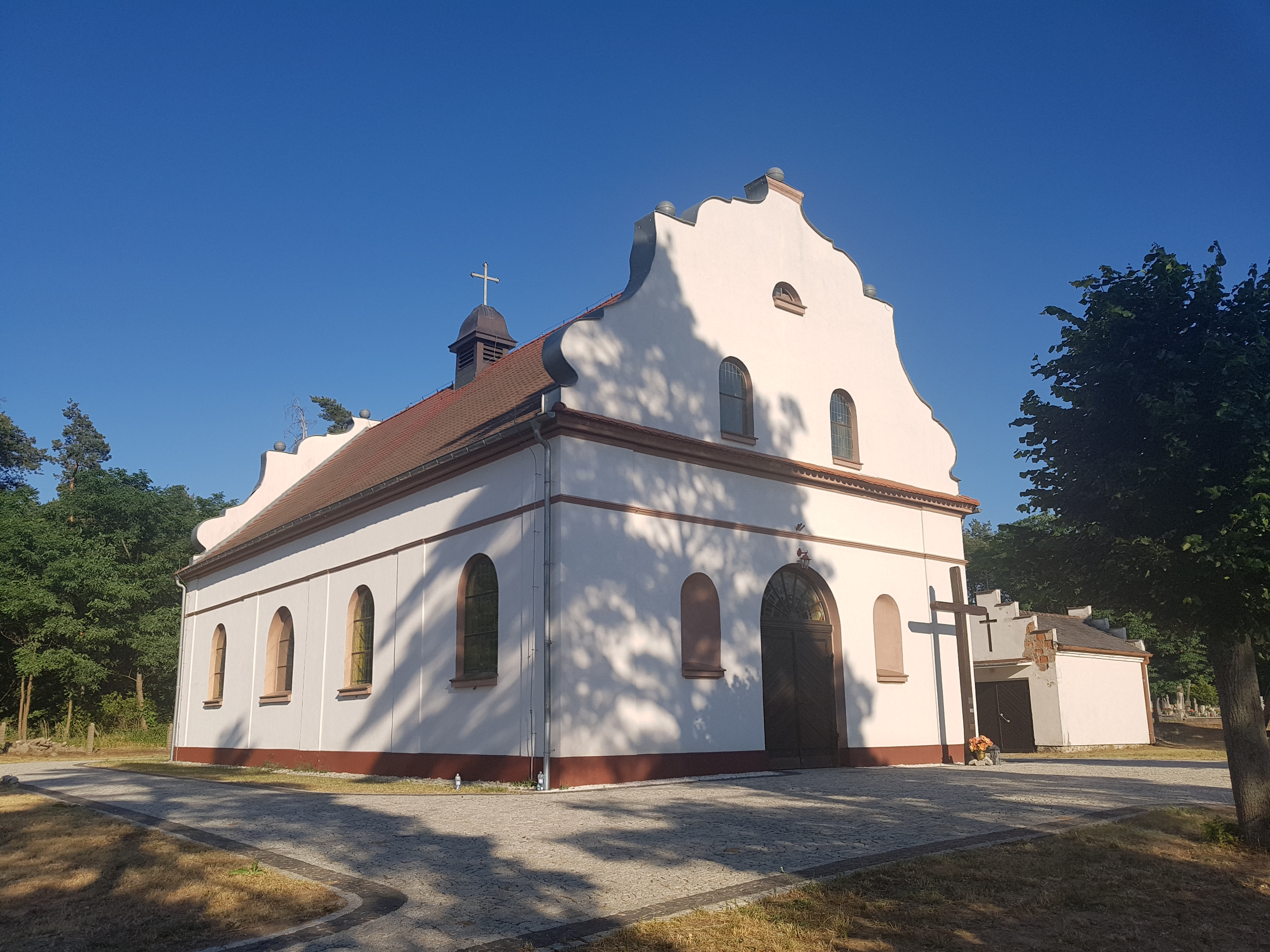
Kościół w Silnej należący do rzymskokatolickiej parafii pw. Św. Józefa

Silna – wieś sołecka w Polsce, położona w województwie lubuskim, w powiecie międzyrzeckim, w gminie Pszczew.

## Integralne części wsi
| SIMC    | Nazwa | Rodzaj     |
| ------- | ----- | ---------- |
| 0186134 | Wrony | przysiółek |

## Historia
Miejscowość pierwotnie związana była z Wielkopolską. Ma metrykę średniowieczną i istnieje co najmniej od początku XV wieku. Wymieniona w dokumencie zapisanym po łacinie z 1475 jako "Szyedlnya", 1508 "Szyedlna", 1509 "Szyeldna!", 1520 "Syedlna", 1521 "Sielna", 1535 "Szedlna", 1563 "Silna", 1564 "Sidlna" .
Okolice miejscowości były jednak zasiedlone wcześniej niż podają to źródła piśmienne. Około 500 metrów na północny wschód od wsi, w pobliżu dawnej drogi poznańsko-lubuskiej, odnaleziono ślady osady z VI-IX wieku, a w trakcie badań powierzchniowych z 1957 znaleziono tam fragmenty ręcznie lepionych, niezdobionych naczyń, ponadto niewielkie wytopki oraz żużle żelazne świadczące o lokalnej obróbce żelaza .
Nazwa miejscowości pochodzi od słowa siedlnia oznaczającego obszar zasiedlony. Najstarsze wzmianki o Silnej pochodzą z XV wieku. Ulokowano ją na starym piastowskim szlaku handlowym (droga frankfurcka), którym w roku 1000 cesarz Otton III z orszakiem pielgrzymował do grobu św. Wojciecha. W 1475 miejscowość należała do powiatu poznańskiego Korony Królestwa Polskiego, a w 1508 do parafii Pczew .
W 1475 wieś odnotowano w wykazie zaległości podatkowych z powiatu poznańskiego. W 1508 odnotowano pobór od 12 półłanków i 1/4 łana, od młyna płacono wiardunek, od karczmy 6 groszy. W 1535 odbył się pobór od 0,5 łana. W 1564 odnotowano we wsi 2 łany sołtysie, z których z tytułu służby płacono 2 złoty 4 grosze. We wsi było wówczas także 11,5 łanów osiadłych, z których chłopi dawali po 18 groszy czynszu, 1 ćwiertnię owsa, 2 kapłony, 15 jaj. Sześć łanów było wówczas opustoszałych. W sumie z Silnej płacono 8 grzywien 14 groszy, 11,5 ćwiertni owsa, 23 kapłony, 2,5 kopy jaj i dodatkowo 20 jaj. W 1580 miał miejsce pobór od 7,5 łana, od 8 komorników, od młyna dorocznego o jednym kole. . 
W czasie potopu szwedzkiego, w pobliżu wsi rozegrała się jedna z większych, zwycięskich dla polskiego pospolitego ruszenia, bitew. Należąca do pszczewskiego klucza dóbr biskupów poznańskich Silna zamieszkiwana była aż do XVIII wieku wyłącznie przez katolików. W 1743 roku biskup Teodor Czartoryski lokował w pobliżu wsi osadę olęderską – Nowosileńskie Olędry (dzisiejsza Silna Nowa). 
W XVI wieku miejscowość była wsią duchowną o nazwie Silna (Szeydlna), własnością biskupa poznańskiego w kluczu Pczew i położona była w 1580 roku w powiecie poznańskim województwa poznańskiego w Rzeczypospolitej Obojga Narodów. W 1660 nastąpiło rozgraniczenie dóbr biskupa poznańskiego w Pczewie i Silnej z wsiami Rybojady, Jabłonka i Siercz należących do szlacheckiego rodu Opalińskich oraz Lewicami Adama i Wojciecha Brezów. 
W wyniku II rozbioru Polski Silna znalazła się w zaborze pruskim w granicach Królestwa Prus. W XIX wieku prowadziła tędy trasa dyliżansu z Poznania do Berlina, a w silnieńskiej stacji przeprzęgowej w 1828 roku dwukrotnie gościł Fryderyk Chopin. Po I wojnie światowej Silna znalazła się w granicach II Rzeczypospolitej. 
W 1926 roku erygowano tu parafię pw. św. Józefa, a w 1927 roku wzniesiono kościół pw. św. Józefa. W okresie międzywojennym w miejscowości stacjonowała placówka Straży Granicznej I linii „Silna” i Komisariat Straży Granicznej. 
W latach 1975–1998 miejscowość administracyjnie należała do województwa gorzowskiego.
W Silnej zachowały się: budynek stacji przeprzęgowej i karczmy, cmentarze: katolicki i ewangelicki, oraz liczne kapliczki przydrożne.